# Procol Harum Live with the Edmonton Symphony Orchestra
Procol Harum Live with the Edmonton Symphony Orchestra uživo je album britanskog rock sastava Procol Haruma koji izlazi 1972.g. Materijal je sniman u velikoj koncertnoj dvorani "Northern Alberta Jubilee Auditorium" (površine 113,000 m2), koja se nalazi u Edmontonu, Alberta, Kanada.

## Popis pjesama
1. "Conquistador"
2. "Whaling Stories"
3. "A Salty Dog"
4. "All This And More"
5. "In Held Twas In I"
  1. "Glimpses Of Nirvana"
  2. "Twas Teatime At The Circus"
  3. "In The Autumn Of My Madness"
  4. "Look To Your Soul"
  5. "Grand Finale"

- Uživo verzija skladbe Luskus Delph s albuma Broken Barricades također je uključena u sadržaj albuma na njegovom reizdanju koje izlazi na CD-u.

## Izvođači
- Chris Copping - orgulje
- Alan Cartwright - bas-gitara
- B.J. Wilson - bubnjevi
- Dave Ball - gitara
- Gary Brooker - pianino, vokal
- Keith Reid - tekst

Također još sudjeluju:
- The Edmonton Symphony Orchestra
- The Da Camera Singers

## Vanjske poveznice
- ProcolHarum.com - Detalji o albumu na službenim internet stranicama Procol Haruma
- Winspearcentre.com  Arhivirana inačica izvorne stranice od 15. listopada 2007. (Wayback Machine) - Informacije sa snimanja "Edmonton Symphony's" i Procol Haruma